# الکساندر دمیاننکو
الکساندر دمیاننکو (روسی: Алекса́ндр Серге́евич Демья́ненко؛ ‏ ۳۰ مهٔ ۱۹۳۷ – ۲۲ اوت ۱۹۹۹) یک هنرپیشه اهل اتحاد جماهیر سوسیالیستی شوروی بود. 
از فیلم‌ها یا برنامه‌های تلویزیونی که وی در آن نقش داشته است، می‌توان به آدم‌ربایی، به سبک قفقازی و فردا، در سوم آوریل… اشاره کرد.
وی همچنین برنده جوایزی همچون جایزه هنرمند مردمی اتحاد جماهیر شوروی شده است.